# Winfried Baumberger
Winfried Baumberger (* 25. Januar 1938 in Leipzig; † 3. November 2023) war ein deutscher Industriedesigner und Hochschullehrer.

## Leben
Von 1956 bis 1962 studierte er an der Technischen Universität Dresden, Fakultät Maschinenwesen, beendete das Studium mit dem Abschluss als Diplom-Ingenieur für Werkzeugmaschinenkonstruktion. Seit 1961 nahm er an Kursen von Rudi Högner teil, der an der TU Dresden eine Gastprofessur für technische Formgestaltung innehatte. 1962 folgte ein Studium an der Hochschule für industrielle Formgestaltung Halle, Burg Giebichenstein, u. a. bei Lothar Zitzmann, Albert Krause und Petr Tučný (1920–2012). 1966 schloss er mit dem Diplom als Industrie-Formgestalter ab.
Nach seinem Studium blieb er an der Burg Giebichenstein; zunächst als Assistent von Petr Tučný, später als künstlerisch-wissenschaftlicher Mitarbeiter, Oberassistent, Dozent, Professor. Von 1975 bis 1980 hatte er eine außerplanmäßige Aspirantur auf dem Gebiet der Ästhetik/Designtheorie am Institut für Kunstwissenschaften (Irma Emmrich) an der Technischen Universität Dresden, Sektion Philosophie/Kulturwissenschaften inne.
Mit der Dissertationsschrift zum Thema »Über industrielle Formgestaltung und Schöpferisches« wurde er 1985 zum Dr. phil. promoviert.
Baumberger war mit der Architektin Erni Baumberger verheiratet, beide hatten drei Kinder.

## Wirken
Seit 1967 war Winfried Baumberger als Gestalter für die Industrie tätig, insbesondere auf dem Gebiet des Maschinenbaus (Werkzeugmaschinen, Verarbeitungsmaschinen, Schweißtechnik) und der Medizintechnik (Technische Hilfen für Körperbehinderte und Rehabilitation).
Seit 1968 war er in der Lehre an der Hochschule für industrielle Formgestaltung Halle, Burg Giebichenstein tätig, 1976 wurde ihm die Fakultas Docendi verliehen, 1985 wurde er zum Dozent für Produktgestaltung, 1992 zum Professor für Industriedesign berufen.
Außerdem führte er ab 1974 Lehrveranstaltungen „Grundlagen der Industriellen Formgestaltung für Ingenieurstudenten“ an der Technischen Universität Dresden, den Technischen Hochschulen Karl-Marx-Stadt (heute wieder Chemnitz) und Ilmenau durch. Er hielt Vorträge und leitete Seminare auf Weiterbildungsveranstaltungen des Amtes für industrielle Formgestaltung, des Verbands Bildender Künstler der DDR und der Kammer der Technik (Kreativitätskurse – „Erfinderschulen“).
Er war Gründer der Arbeitsgruppe „Gestaltung für Alte und Behinderte“ (später „Design und Rehabilitation“) innerhalb des Verbandes Bildender Künstler der DDR, dem er bis 1990 angehörte.
Von 1992 bis 1998 war er Dekan des Fachbereiches Design an der Burg Giebichenstein Kunsthochschule Halle.
2003 schied er aus dem aktiven Hochschuldienst aus.

## Ausstellungen (Beteiligungen)
- 1972 bis 1988; Dresden, VII. bis X. Kunstausstellung der DDR
- 1974 und 1979: Halle/Saale, Bezirkskunstausstellungen
- 1984: Halle/Saale, Ausstellungshallen auf der Peissnitz („Kunst im Bezirk Halle“)
- 1988: Stuttgart, Haus der Wirtschaft („Design in der DDR. Projekte, Prozesse, Produkte.“)
- 1990/1991: Frankfurt/Main, Deutscher Werkbund („Vom Bauhaus bis Bitterfeld. 41 Jahre DDR-Design“)
- 1991: München, Staatliches Museum für Angewandte Kunst („Design und Kunst. Burg Giebichenstein. 1945 – 1990. Ein Beispiel aus dem anderen Deutschland“)
- 2015: Halle/Saale, Kunstverein Talstraße („50 von 100. Wege des BURG-Jahrgangs 1965“)

## Auszeichnungen
- 1988: Designpreis der DDR (zusammen mit Georg Böttcher und Armin Graßl)
- 2ßß3: Dank der Burg

## Publikationen
- Zur Spezifik des Schöpferischen und der ästhetischen Erkenntnis im Bereich industrieller Formgestaltung

in: 1. Kolloquium zu Fragen der Theorie und Methodik der Industriellen Formgestaltung an der Hochschule für Industrielle Formgestaltung Halle – Burg Giebichenstein 1977
- Gestaltung für Behinderte in: IX. Kunstausstellung der DDR Dresden 1982/83. Ausstellungsführer
- Erziehung zum schöpferischen Handeln in der Ausbildung von Industrieformgestaltern in: 7. Kolloquium zu Fragen der Theorie und Methodik der Industriellen Formgestaltung an der Hochschule für Industrielle Formgestaltung Halle – Burg Giebichenstein 1983
- Thesen zur industriellen Formgestaltung in: Kunst im Bezirk Halle : Katalog zur Ausstellung Verband Bildender Künstler der DDR 1984
- Über industrielle Formgestaltung und Schöpferisches, Dissertationsschrift Technische Universität Dresden 1985
- Therapiesitz für zerebral bewegungsgeschädigte Kinder in: HIF-design 1 Halle 1990
- Gestaltung für Behinderte in: Tagungsbericht zum Kolloquium „Wohnen von Menschen mit Behinderungen“ 23./24.11 1990 an der Universität Oldenburg. Oldenburg Ziese-Verlag 1991
- Diachrone und synchrone Gestalt in: Objekt und Prozess. 17. Designwissenschaftliches Kolloquium, Burg Giebichenstein Hochschule für Kunst und Design Halle 1996
- Heute kann man auf einem Designerstuhl kaum noch sitzen, Kunstverein „Talstrasse“ e. V. Halle (Saale): 50 von 100,  Wege des BURG-Jahrgangs, 1965 Halle 2015, ISBN 978-3-932962-80-6

### Publikationen in form + zweck (Auswahl)
- Versehrtenfahrzeug 74/4 S. 20 ff.
- Raumzelle für Dringliche Medizinische Hilfe 74/4 S. 28 f.
- Für Therapie, Training, Arbeit 78/6 S. 18 ff.
- Designaufgaben (hinsichtlich Gestaltung für Alte und Behinderte) 78/6 S. 29 ff.• Für Rettung und Hilfe 80/2 S. 38 ff.
- Zum Vorgang des kreativen Suchens 84/2 S. 23 ff.
- Analyse von Denkwegen 84/6 S. 26 ff.
- Rehabilitationsaufgaben in der Ausbildung 85/5 S. 38